# Heinz Kotthaus
Heinz Kotthaus (* 15. März 1917 in Goch; † 20. März 1972 im Schwarzwald) war ehrenamtlicher Oberbürgermeister von Düren.
Nach dem Abitur 1937 am Collegium Augustinianum Gaesdonck studierte Kotthaus Geschichte und Philosophie. 1948 promovierte er mit einer Arbeit über Das Fremdwort bei Thomas Mann in Bonn zum Dr. phil. Von 1949 bis 1950 war er Studienreferendar für Deutsch und Geschichte an seinem alten Gymnasium in Gaesdonck. Im Jahr 1951 wurde er Lehrer am Gymnasium Krefeld-Uerdingen. Von 1953 bis 1972 war er am Stiftischen Gymnasium in Düren tätig, seit 1963 als Leiter der Schule. Vom 19. März 1961 bis zum 29. März 1963 war Kotthaus Mitglied des Rates der Stadt Düren. Am 6. April 1961 wurde er zum Oberbürgermeister gewählt. Nach Wiederwahlen in den Jahren 1963, 1964 und 1969 (die Wahlzeit wurde in den 1960er Jahren von einem Jahr auf fünf Jahre verlängert) starb Kotthaus 1972 im Amt.
Kotthaus war Mitglied der CDU und auch Vorstandsmitglied des Deutschen Städtebundes. Nach ihm wurde die Friedhofstraße am alten katholischen Friedhof (Konrad-Adenauer-Park) in Dr.-Kotthaus-Straße umbenannt. Vorgänger von Heinz Kotthaus war Heinrich Spies, sein Nachfolger wurde Wolfgang Vogt.